# Protestantföreningen
Protestantföreningen (Deutscher Protestantenverein) i Tyskland utgjorde en 1865 i Eisenach bildad och ur den äldre liberala teologiska skolan framsprungen sammanslutning, som huvudsakligen genom strävanden av kyrkopolitisk art sökte bereda väg för sina grundsatser. 
Föreningen angav själv vid 1900-talets början sitt syfte i fyra huvudpunkter, bland vilka följande två är de mest karakteristiska: uppbyggandet av de tysk-evangeliska kyrkorna på "församlingsprincipens" grundval jämte strävandet efter en organisk förbindelse mellan de olika landskyrkorna samt bekämpandet av allt "oprotestantiskt, hierarkiskt väsen" inom de enskilda landskyrkorna och bevakandet av den tyska protestantismens "rätt, ära och frihet". Föreningen ville för övrigt, heter det, på den evangeliska kristendomens grund arbeta på en förnyelse av den protestantiska kyrkan "i den evangeliska frihetens anda och i samklang med sin tids hela kulturutveckling". 
Bland stiftarna och de första ledarna märks Adolf Hausrath, Heinrich Holtzmann, Richard Rothe, Daniel Schenkel och Karl Schwarz. En huvudpart av föreningens verksamhet var under hela dess livstid ägnad åt kampen för en så kallad obegränsad lärofrihet; därjämte har stått det i programpunkterna omnämnda strävandet för "församlingsprincipens" realiserande. Då emellertid kyrkliga författningsändringar i dylikt syfte blev genomförda, måste föreningen till sin missräkning uppleva, att dessa inte befanns gynna, utan tvärtom snarare skada de önskemål, för vilka föreningen eljest trädde fram. 
I mittpunkten för föreningens verksamhet stod alltsedan dess stiftande förhandlingarna på de vartannat år hållna så kallade protestantdagarna. Under tidigare år sökte man driva propaganda dels genom flygskrifter, dels genom en med kritiska noter försedd upplaga av Nya testamentet, den så kallade protestantbibeln. Bland tidskrifter, som stått i föreningens direkta tjänst eller i övrigt stått den nära, märks från de tidigare åren "Allgemeine kirchliche Zeitung", utgiven av den ovannämnde Schenkel, senare "Protestantische Kirchenzeitung", fortsatt som "Protestantische Monatshefte" samt "Protestantenblatt". 
Föreningen räknade vid 1900-talets början 20-30 000 medlemmar, fördelade på omkring 20 underavdelningar; ungefär halva medlemsantalet fanns i de pfalziska föreningarna, bredvid dessa var avdelningarna i Berlin, Hamburg och Bremen de mest betydande.